# Regierungsbunker Ballymena
Der Regierungsbunker Ballymena ist ein Atombunker beim Gewerbegebiet Woodside Industrial Estate in Ballymena im County Antrim, Nordirland. Er sollte im Falle eines Atomkriegs die Regionalregierung aufnehmen. Er ist zur Hälfte ins Erdreich eingegraben und besitzt zwei Stockwerke. Er wurde ab 1987 errichtet und war 1989 voll funktionsfähig. Die Kosten werden zwischen 300 und 400 Millionen £ geschätzt. Die BBC deckte die Existenz des Bunkers 2007 auf.
Er stand von 2016 bis ca. 2022 für einen Preis von 575.000 £ (687.000 €) zum Verkauf. Nach einem Bericht des Belfast Telegraph wurde das Verkaufsangebot wieder zurückgezogen, da Bedenken wegen Sicherheitsproblemen und einer möglichen Gesundheitsgefahr bestanden.